# Nowiny, Tỉnh West Pomeranian
Nowiny [nɔˈvinɨ] (trước đây là Neues Vorwerk của Đức) là một khu định cư ở khu hành chính của Gmina Mieszkowice, thuộc hạt Gryfino, West Pomeranian Voivodeship, ở phía tây bắc Ba Lan, gần biên giới Đức. Nó nằm khoảng 8 kilômét (5 mi) về phía đông bắc của Mieszkowice, 49 km (30 mi) phía nam Gryfino và 67 km (42 mi) phía nam thủ đô khu vực Szczecin.
Trước năm 1945, khu vực này là một phần của Đức. Đối với lịch sử của khu vực, xem Lịch sử của Pomerania.